# Вітряні млини села Віта-Литовська
Вітряні млини села Віта-Литовська — втрачені вітряки, що існували в селі Віта-Литовська (нині - частина Києва) з кінця ХІХ століття. Належали до групи вітряків у приміській смузі Києва.

## Історія
Одна із перших згадок про вітряні млини у селі Віта-Литовська міститься у довіднику «Список населеных мест Киевской губернии» (1900): «У селі є... два вітряні млини..., у яких працюють самі господарі». 
У документі «Список власників млинів, кузень та інших підприємств за 1907 рік» у селі Віта-Литовська зафіксовано вже три вітряки: один вітряк Прохора Галушки і два вітряки Демида Невдашенка .
Вітряки Галушки та Невдашенка зникли ще, ймовірно, у 1920-х-1930-х роках. Принаймні, на топографічній карті 1932 року ці вітряки не позначено. Час зникнення невідомий. Невідомі і зображення або фото вітряків.

## Локалізація вітряків на сучасній місцевості
Топографічна карта 1897/1918 років зафіксувала лише північний край села Віта-Литовська і на цьому фрагменті позначено один вітряк - на місці сучасного авторинку. Топографічна карта 1932 року не фіксує вітряки взагалі.